# Skrea
Skrea is een plaats in de gemeente Falkenberg in het landschap Halland en de provincie Hallands län. De plaats heeft 789 inwoners (2005) en een oppervlakte van 95 hectare.